# Troanella
La Troanella (Ligustrum ovalifolium) (en anglès coneguda també com a Korean privet, California privet, garden privet, o oval-leaved privet) és una espècie del gènere Ligustrum utilitzada en jardineria.
Aquesta espècie és nativa del Japó i Corea.

## Etimologia
Ligustrum significa "cola". Va ser nomenat per Plini i Virgili. L'epítet específic llatí ovalifolium significa "fulla ovalada".